# Campeonato Paulista de Futebol Sub-11
O Campeonato Paulista de Futebol - Sub-11, também conhecido como Campeonato Paulista Categoria Infantil, é uma competição futebolistica realizada pela FPF, que conta com a participação de jogadores que completam 9, 10 e 11 anos de idade no ano do campeonato.
O torneio foi realizado pela primeira vez em 2008, assim como o Campeonato Paulista de Futebol - Sub-13, que se juntaram as categorias Sub-20, Sub-17 e Sub-15 para formar ao todo 5 diferentes campeonatos de base promovidos pela FPF.

## Forma de Disputa
Os 4 primeiros colocados de cada grupo avançam para a segunda fase da competição, formando mais quatro grupos de 4 equipes. Os dois melhores colocados dos grupos na segunda fase se classificam para as quartas-de-finais, que serão disputadas em partidas de ida e volta, sempre com a última partida de mando da equipe de melhor campanha na segunda fase. Quem passar disputa as semi-finais, com o mando de campo seguindo o mesmo critério da fase anterior. Os vencedores das semi-finais disputam a final da competição.

## Campeões
| Ano  | Campeão         | Placar    | Vice-campeão | Semifinalistas  | Semifinalistas   |
| ---- | --------------- | --------- | ------------ | --------------- | ---------------- |
| 2008 | Palmeiras       | 2—1 1—1   | Corinthians  | Santo André     | Santos           |
| 2009 | Ponte Preta     | 1—1 0—0   | Campinas     | América-SP      | Palmeiras        |
| 2010 | Independente-SP | 3—1 0—1   | Corinthians  | América-SP      | Ponte Preta      |
| 2011 | Santos          | 2—0 3—2   | Corinthians  | América-SP      | Portuguesa       |
| 2012 | Santos          | 0—0 2—0   | Portuguesa   | Cotia           | Rio Preto        |
| 2013 | Santos          | 1—1 2—0   | Portuguesa   | Corinthians     | Grêmio Osasco    |
| 2014 | Corinthians     | 1—2 2—1   | Palmeiras    | Santos          | União Barbarense |
| 2015 | Palmeiras       | 1—0 0—0   | Santos       | Grêmio Prudente | São Paulo        |
| 2016 | Palmeiras       | 0—0 2—0   | Guarani      | Santos          | São Caetano      |
| 2017 | Palmeiras       | 2—1 1—0   | Santos       | Corinthians     | Noroeste         |
| 2018 | São Paulo       | 0—0 1—0   | Palmeiras    | Corinthians     | Santo André      |
| 2019 | Santos          | 1—1       | Palmeiras    | Audax           | São Paulo        |
| 2020 | Cancelado       | Cancelado | Cancelado    | Cancelado       | Cancelado        |
| 2021 | Cancelado       | Cancelado | Cancelado    | Cancelado       | Cancelado        |
| 2022 | Corinthians     | 1—1 1—0   | Bragantino   | Mirassol        | Santos           |
| 2023 | Palmeiras       | 4—2 1—0   | Bragantino   | Marília         | Santos           |

### Títulos por clube
| Clube            | Títulos                           | Vices                 | Semifinais                  |
| ---------------- | --------------------------------- | --------------------- | --------------------------- |
| Palmeiras        | 5 (2008, 2015, 2016, 2017 e 2023) | 3 (2014, 2018 e 2019) | 1 (2009)                    |
| Santos           | 4 (2011, 2012, 2013 e 2019)       | 2 (2015 e 2017)       | 4 (2008, 2014, 2016 e 2022) |
| Corinthians      | 2 (2014 e 2022)                   | 3 (2008, 2010 e 2011) | 3 (2013, 2017 e 2018)       |
| São Paulo        | 1 (2018)                          | —                     | 2 (2015 e 2019)             |
| Ponte Preta      | 1 (2009)                          | —                     | 1 (2010)                    |
| Independente-SP  | 1 (2010)                          | —                     | —                           |
| Portuguesa       | —                                 | 2 (2012 e 2013)       | 1 (2009)                    |
| Campinas         | —                                 | 1 (2009)              | —                           |
| Guarani          | —                                 | 1 (2016)              | —                           |
| Bragantino       | —                                 | 1 (2022 e 2023)       | —                           |
| América-SP       | —                                 | —                     | 3 (2009, 2010 e 2011)       |
| Santo André      | —                                 | —                     | 2 (2008 e 2018)             |
| Cotia            | —                                 | —                     | 1 (2012)                    |
| Rio Preto        | —                                 | —                     | 1 (2012)                    |
| Grêmio Osasco    | —                                 | —                     | 1 (2013)                    |
| União Barbarense | —                                 | —                     | 1 (2014)                    |
| Grêmio Prudente  | —                                 | —                     | 1 (2015)                    |
| São Caetano      | —                                 | —                     | 1 (2016)                    |
| Noroeste         | —                                 | —                     | 1 (2017)                    |
| Audax            | —                                 | —                     | 1 (2019)                    |
| Mirassol         | —                                 | —                     | 1 (2022)                    |

### Títulos por cidade
| Clube                 | Títulos                                        | Vices                                               | Semifinais                                     |
| --------------------- | ---------------------------------------------- | --------------------------------------------------- | ---------------------------------------------- |
| São Paulo             | 6 (2008, 2014, 2015, 2016, 2017 , 2018 e 2022) | 8 (2008, 2010, 2011, 2012, 2013, 2014, 2018 e 2019) | 7 (2009, 2011, 2013, 2015, 2017 , 2018 e 2019) |
| Santos                | 4 (2011, 2012, 2013 e 2019)                    | 2 (2015 e 2017)                                     | 4 (2008, 2014, 2016 e 2022)                    |
| Campinas              | 1 (2009)                                       | 2 (2009 e 2016)                                     | 1 (2010)                                       |
| Limeira               | 1 (2010)                                       | —                                                   | —                                              |
| Bragança Paulista     | —                                              | 1 (2022)                                            | —                                              |
| São José do Rio Preto | —                                              | —                                                   | 4 (2009, 2010, 2011 e 2012)                    |
| Santo André           | —                                              | —                                                   | 2 (2008 e 2018)                                |
| Osasco                | —                                              | —                                                   | 2 (2013 e 2019)                                |
| Cotia                 | —                                              | —                                                   | 1 (2012)                                       |
| Santa Bárbara d'Oeste | —                                              | —                                                   | 1 (2014)                                       |
| Presidente Prudente   | —                                              | —                                                   | 1 (2015)                                       |
| São Caetano do Sul    | —                                              | —                                                   | 1 (2016)                                       |
| Bauru                 | —                                              | —                                                   | 1 (2017)                                       |
| Mirassol              | —                                              | —                                                   | 1 (2022)                                       |